# Кузьмин, Иван Кузьмич
Иван Кузьмич Кузьмин (12 апреля 1899, дер. Лука, Новгородская губерния — 19 февраля 1980, Москва) — советский военный деятель, Генерал-майор (1944 год).

## Биография
Иван Кузьмич Кузьмин родился 12 апреля 1899 года в деревне Лука (ныне — в Старорусском районе Новгородской области).

### Первая мировая и гражданская войны
В декабре 1917 года вступил в Красную гвардию, после чего служил красногвардейцем и помощником командира красногвардейского отряда, действовавшего в районах Петрограда и Витебска.
В марте 1918 года был назначен на должность секретаря губернского ЧК в Новгороде, а в сентябре того же года был направлен на учёбу на 1-е советские кавалерийские курсы, дислоцированные в Твери, после окончания которых в октябре 1920 года был назначен на должность командира эскадрона 3-го кавалерийского полка (отдельная кавалерийская бригада, Южный фронт), в мае 1921 года — на должность помощника командира 105-го кавалерийского полка (18-я кавалерийская дивизия, Северокавказский военный округ), а в октябре — на должность командира 1-го кавалерийского полка (32-я стрелковая дивизия, 10-я армия). Принимал участие в боевых действиях на Южном, Юго-Восточном и Кавказском фронтах.

### Межвоенное время
В августе 1921 года был направлен на учёбу на курсы командиров полков при Высшей кавалерийской школе, после окончания которых в июне 1922 года был назначен на должность командира эскадрона во 2-м кавалерийском полку (Закавказский военный округ).
В январе 1923 года Кузьмин сначала был направлен на учёбу во 2-ю Борисоглебско-Ленинградскую школу, а затем в Военную академию имени М. В. Фрунзе, после окончания которой в июле 1928 года был назначен на должность начальника штаба 82-го кавалерийского полка (Северокавказский военный округ), в марте 1931 года — на должность командира 64-го кавалерийского полка (15-я кавалерийская дивизия, Забайкальский военный округ), а в октябре 1936 года — на должность начальника штаба 3-й отдельной кавалерийской бригады.
С июня 1937 года временно исполнял должность командира 10-й кавалерийской дивизии, в сентябре 1937 года был назначен на должность начальника штаба и временно исполняющего должность командира отдельной национальной кавалерийской бригады, а в сентябре 1939 года — на должность командира этой же бригады. В декабре того же года был направлен на учёбу в Академию Генштаба РККА.

### Великая Отечественная война
С началом войны был назначен на должность командира 43-й кавалерийской дивизии (Северокавказский военный округ), которая вскоре была переподчинена 21-й армии, после чего принимала участие в оборонительных боевых действиях в районе городов Рогачёв и Брянск.
В октябре 1941 года был назначен на должность преподавателя тактики кавалерийских курсов усовершенствования командного состава, дислоцированных во Чкалове, в марте 1942 года — на должность старшего преподавателя военных дисциплин Военно-юридической академии РККА, дислоцированной в Ашхабаде, в мае — на должность старшего преподавателя кафедры тактики, а в июле — на должность начальника Курсов усовершенствования военно-юридического состава при этой академии.
С сентября 1943 года Кузьмин состоял в распоряжении Главного управления кадров НКО СССР, а затем Военного совета Белорусского фронта. В декабре того же года был назначен на должность заместителя командира 105-го стрелкового корпуса, в апреле 1944 года — на должность командира 125-го стрелкового корпуса, который принимал участие в боевых действиях во время Белорусской наступательной операции, а также в освобождении Ковеля. Вскоре корпус вёл боевые действия по удержанию и расширению плацдармов на Висле в районе городов Магнушев и Пулавы, а также по овладению крепостью Прага в предместье Варшавы. В декабре 1944 года был назначен на должность заместителя командующего 47-й армией, после чего принимал участие в боевых действиях во время Висло-Одерской, Восточно-Померанской и Берлинской наступательных операций.

### Послевоенная карьера
После окончания войны находился на прежней должности.
С марта 1946 года состоял в распоряжении Главного управления кадров НКО СССР и в апреле того же года был назначен на должность заместителя командующего 37-й армией (Южная группа войск), в мае 1947 года — на должность помощника по строевой части командующего 38-й армией (Прикарпатский военный округ), а в июле 1948 года — на должность старшего преподавателя Высшей военной академии имени К. Е. Ворошилова.
Генерал-майор Иван Кузьмич Кузьмин в мае 1953 года вышел в запас. Умер 19 февраля 1980 года в Москве. Похоронен на Ваганьковском кладбище  города Москвы

## Награды
- Орден Ленина;
- Четыре ордена Красного Знамени;
- Орден Кутузова 1 степени;
- Орден Богдана Хмельницкого 1 степени;
- Орден Суворова 2 степени;
- Орден Красной Звезды;
- Медали;
- Иностранные орден и медали.